# ورزشگاه لر آرنا
لر آرنا یک ورزشگاه چندمنظوره با گنجایش ۲۳٬۰۰۰ تماشاگر در شهر خرم‌آباد، ایران است که متعلق به باشگاه فوتبال  خیبر خرم‌آباد است.

## امکانات

### گنجایش
گنجایش این ورزشگاه ۲۳۰۰۰ نفر است.

### روشنایی
بزرگ‌ترین و استانداردترین دکل‌های روشنایی کشور به ارتفاع ۵۰ متر و با ظرفیت ۱۵۰۰ لوکس نوری در این ورزشگاه برای اولین بار نصب و راه‌اندازی شده است.

### پیست دو و میدانی
این ورزشگاه دارای پیست تارتان (دو و میدانی) به مساحت چهار هزار متر مربع است.

### نمایشگر
نمایشگر یا اسکوربرد ورزشگاه تمام رنگی بوده و قابلیت پخش ساعت و زمان بازی را نیز دارد.

## جنجال‌ها
پس از نام گذاری این ورزشگاه این شائبه به وجود آمد که نام ورزشگاه تختی خرم‌آباد تغییر پیدا کرده است. که این شائبه با واکنش رسول خادم همراه شد. و حتی بی‌بی‌سی فارسی نیز در این خصوص واکنش نشان داد.
در ادامه مالک خیبر خرم مسعود عبدی اعلام کرد، در مجموعه ورزشی جدیدی که به نام شهدا نام‌گذاری شده است، استادیوم فوتبال با نام لُر آرنا نام گذاری می‌شود.